# نمادهای مرگ

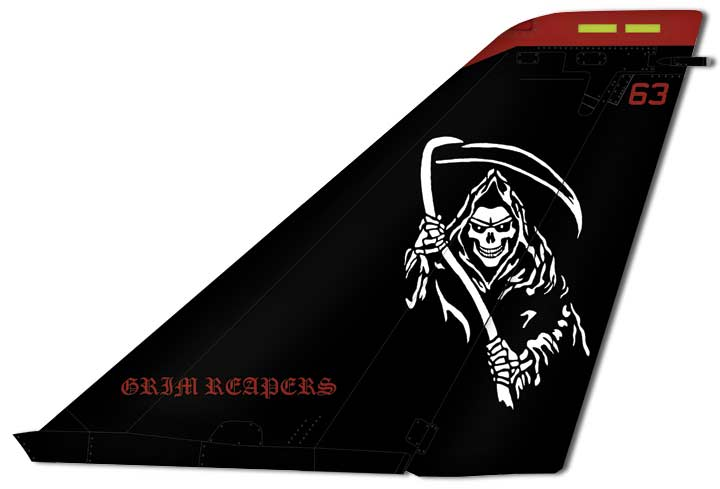
نماد دروگر مرگ بر روی دم هواپیمای گرومن اف-۱۴ تام‌کت از اسکادران VFA-101 ایالات متحده

نمادهای مرگ (انگلیسی: Symbols of death) عبارت است از مجموعه‌ای از نمادهای تمثیلی منتسب به مرگ در فرهنگ‌های مختلف. جمجمه انسان یکی از نمادهای آشکار و مکرر مرگ است که در بسیاری از فرهنگ‌ها و سنت‌های مذهبی یافت می‌شود. همچنین اسکلت انسان و گاهی اسکلت یا جمجمه حیوانات نیز می‌توانند به عنوان تصاویر بی‌پروا از نماد مرگ تلقی گردند. شکل‌های سنتی دروگر مرگ که نشانگر یک اسکلت کلاه‌دار سیاهپوش با یک داس در دست است یکی از مضامین بارز برای اشاره به مرگ است. در درون خود دروگر مرگ، اسکلت، نمایانگر بدن پوسیده‌است در حالی که لباسی که بر تن دارد، استعاره‌ای است از لباس افراد مذهبی که مراسم تشییع جنازه را به جا می‌آورند. نقوش جمجمه و استخوان‌های متقاطع (☠) در میان مردمان اروپا به عنوان دو مشخصهٔ بارز دزدی دریایی یا سم شناخته می‌شود که هر دو مورد می‌تواند با مرگ مرتبط باشد.

## نماد های مرگ از میان گل ها
یکی از گل هایی که در فرهنگ های مختلف دنیا نماد مرگ است، گل داووی می باشد. همچنین گل نیلوفر که در فرهنگ های مختلف با انسجام با طبیعت شناخته می‌شود و بعضا برای مزار درگذشتگان نیز استفاده میشود می تواند نمادی از مرگ باشد. همچنین رز سیاه، گلایول و لیلیوم سفید هرکدام می توانند نماد مرگ باشند.

## عکس‌هایی از نمادهای مرگ
